# Monder Rizki
Monder Rizki, född 16 augusti 1979, är en friidrottare från Belgien. Han deltog vid olympiska sommarspelen 2004 och olympiska sommarspelen 2008.